# Hồ muối Groom

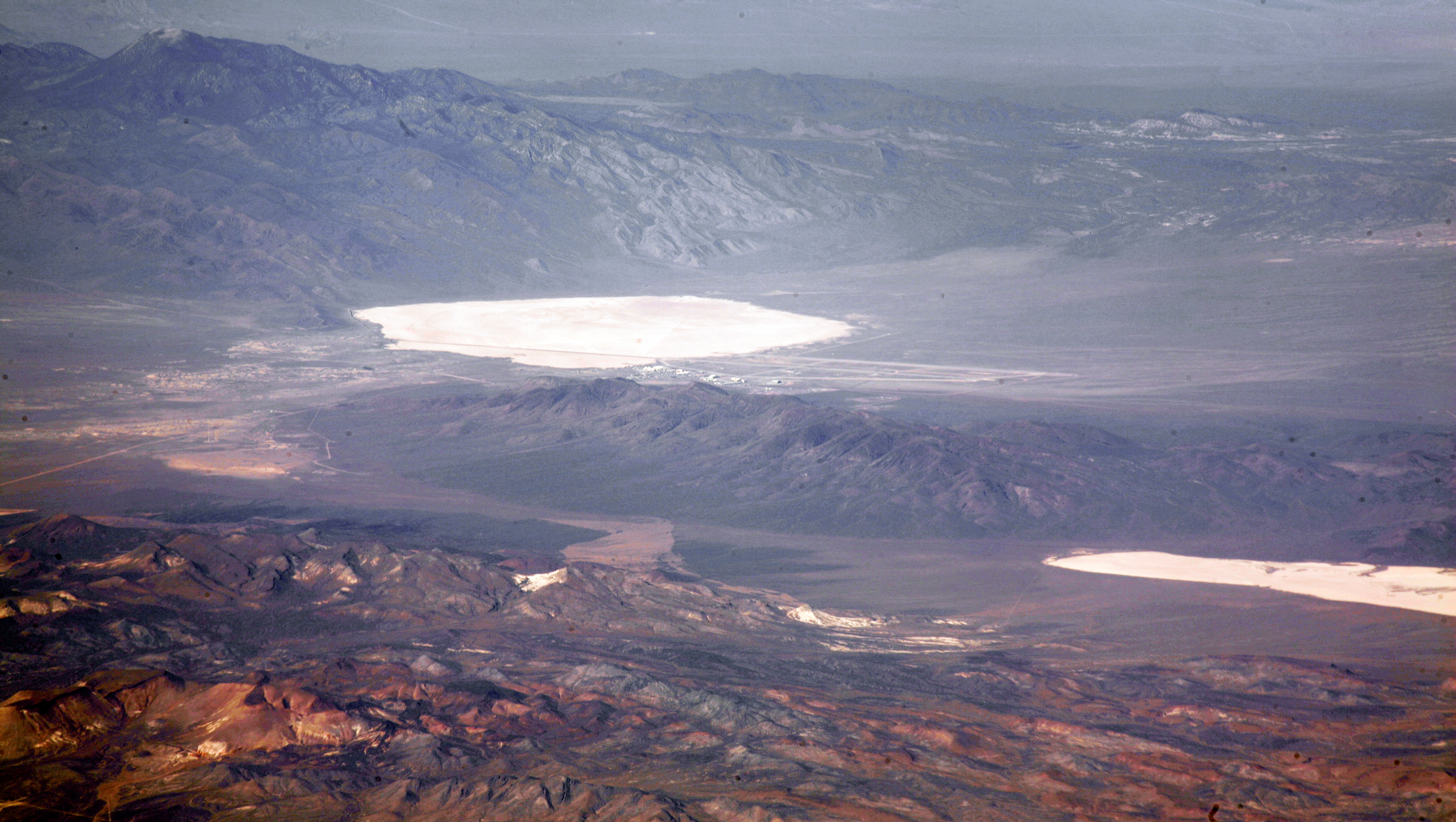
Hồ Groom với hồ Papoose, một hồ khô khác cũng có thể nhìn thấy ở dưới bên phải

Hồ muối Groom là một muối có bề mặt phẳng ở Nevada được sử dụng cho các đường băng của sân bay Nellis, Homey (KXTA). Nó nằm ngay phía bắc của Khu vực 51, của không quân Hoa Kỳ. Hồ rộng khoảng 4.409 ft (1.344 m) độ cao khoảng 3,7 dặm, Nam ra Bắc rộng 3 dặm (4,8 km) từ Đông sang Tây tại điểm rộng nhất của nó, và là khoảng 11.3 dặm trong chu vi. Nằm trong khu vực có tên gọi là "Hộp Hồ Groom", nằm ở phần thung lũng của Tonopah, phía Nam của Rachel, Nevada.

## Lịch sử
Chì và bạc được phát hiện ở phần phía nam của dãy Groom vào năm 1864.[7] Công ty TNHH Chì của Anh là Groom Mines và công ty tài trợ là Mines Conception đã cùng khai thác khoáng sản trong những năm 1870.[8] Công ty Groom được mua bản quyền lại bởi JB Osborne và các đối tác vào năm 1876, con trai của ông đã mua lại quyền lợi trong những năm 1890.[8] Tuyên bố tổ chức thành hai công ty vào năm 1916 và công ty khai thác khoáng sản vẫn tiếp tục cho đến năm 1918 và mở cửa lại sau khi thế chiến thứ II, cho đến đầu những năm 1950.[8]